# Blanca Portillo

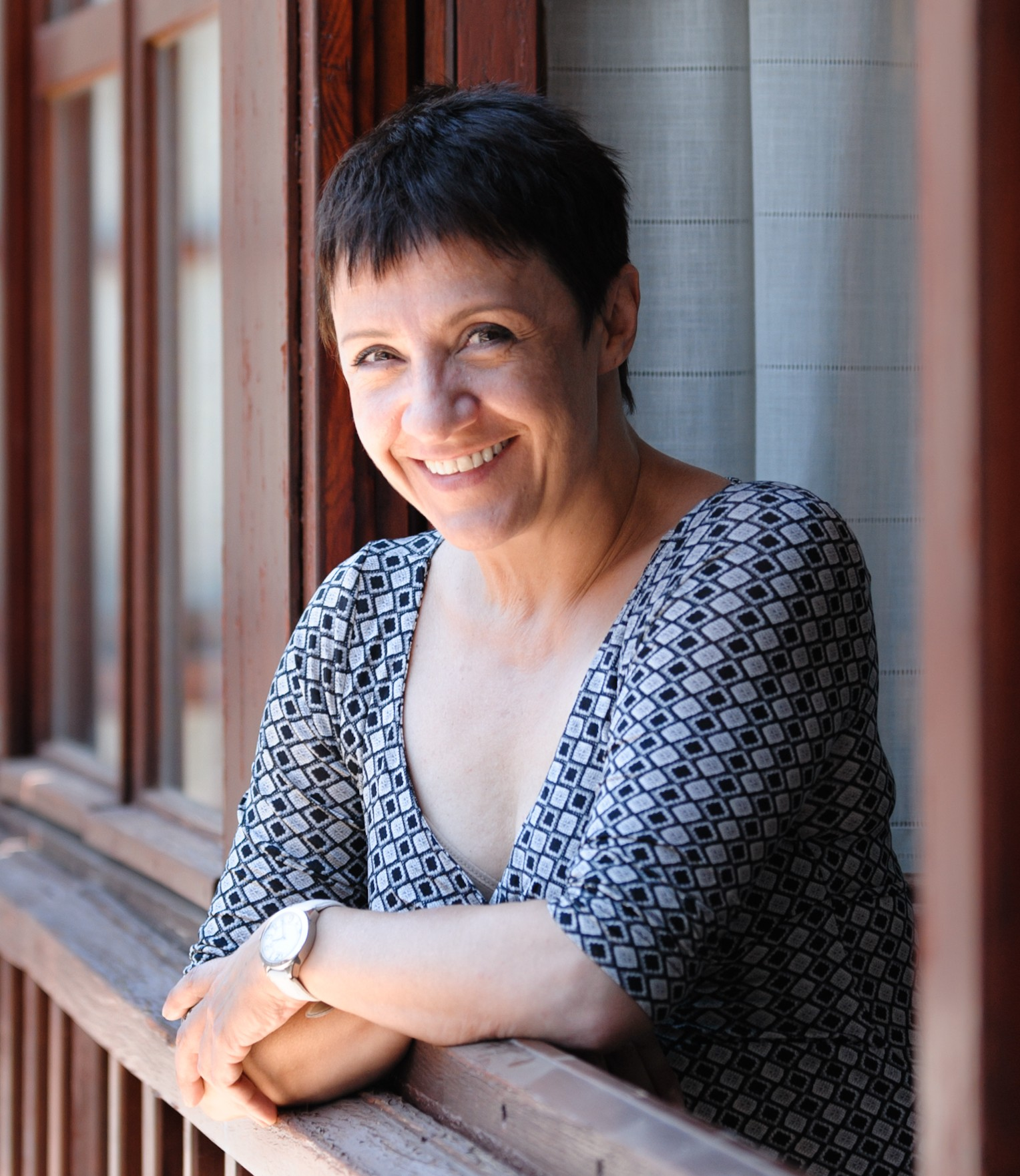
Blanca Portillo

Blanca Portillo Martínez de Velasco (* 15. Juni 1963 in Madrid) ist eine spanische Schauspielerin, Theaterproduzentin und -regisseurin.

## Biografie
Portillo studierte Drama an der Real Escuela Superior de Arte Dramatico in Madrid.

## Filmografie (Auswahl)
- 1997: El color de las nubes
- 2001: Sólo mía
- 2005: Elsa & Fred (Elsa y Fred)
- 2006: Goyas Geister (Los fantasmas de Goya)
- 2006: Volver – Zurückkehren
- 2006: Alatriste
- 2007: Siete mesas de billar francés
- 2009: Zerrissene Umarmungen (Los abrazos rotos)
- 2010: Biutiful
- 2021: La Fortuna (Fernsehserie, 3 Folgen)
- 2021: Maixabel – Eine Geschichte von Liebe, Zorn und Hoffnung (Maixabel)

## Auszeichnungen
- Internationale Filmfestspiele von Cannes 2006: Beste Darstellerin (zusammen mit Penélope Cruz, Chus Lampreave, Carmen Maura, Lola Dueñas und Yohana Cobo).